# Paul Schöffler

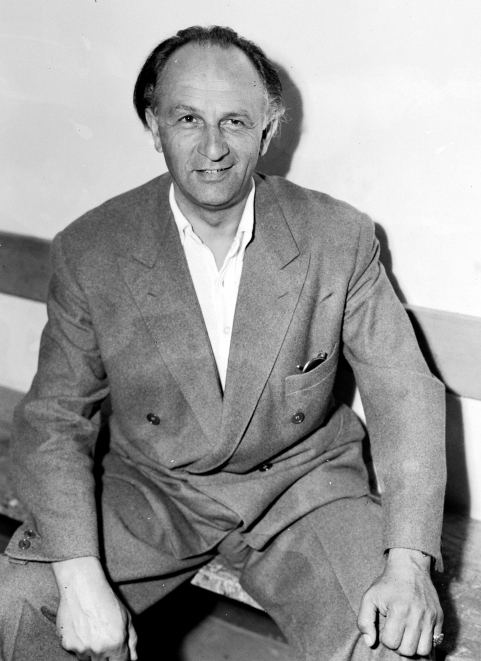
Aufnahme in der Garderobe während der Salzburger Festspiele 1947

Paul Schöffler (* 15. September 1897 in Dresden; † 21. November 1977 in Amersham, England) war ein deutscher Opernsänger (Bassbariton).

## Leben
Schöffler studierte am Dresdner Konservatorium Gesang, Klavier und Violinspiel sowie Musiktheorie. Nach weiterer Ausbildung in Berlin und Mailand erhielt er 1924 durch Fritz Busch eine Verpflichtung an die Staatsoper Dresden. Dort debütierte er als Heerrufer im Lohengrin.
In der Folgezeit wirkte er in Dresden in folgenden Aufführungen mit: Doktor Faust (Dresdner Uraufführung 21. Mai 1925), Kurt Weills Der Protagonist (Dresdner Uraufführung 27. März 1926), Alfred Schattmanns Die Hochzeit des Mönchs (Uraufführung 19. Mai 1926), Cardillac (Uraufführung 9. November 1926), Penthesilea (8. Januar 1927), Erwin Dressels Die Zwillingsesel (29. April 1932), Mark Lothars Münchhausen (6. Dezember 1933), Rudolf Wagner-Régenys Der Günstling (Uraufführung 20. Februar 1935) und Robert Hegers Der verlorene Sohn (Uraufführung 31. März 1936).
1937 wurde er an die Wiener Staatsoper berufen, der er bis 1972 angehörte, seit 1970 als Ehrenmitglied. Schöffler trat in 42 großen Partien an der Staatsoper auf, allein 103-mal als Graf in Figaros Hochzeit. Seine Abschiedsvorstellung gab er im April 1972 als Gran’ Sacerdote in Idomeneo. Schöffler stand 1944 in der Gottbegnadeten-Liste des Reichsministeriums für Volksaufklärung und Propaganda.
Außerhalb der Staatsoper war Schöffler in zahlreichen Gastspielen vertreten, so bei den Bayreuther Festspielen 1943–44 als Hans Sachs in Die Meistersinger von Nürnberg und 1956 in der Titelrolle des Fliegenden Holländers.
Bei den Salzburger Festspielen trat er fast alljährlich auf. Er sang den Pizarro in Fidelio (Bei den Salzburger Festspielen 1938, 1949–50, 1957), die Titelrolle bei der Uraufführung der Oper Dantons Tod am 6. August 1947, Jupiter in der Uraufführung von Die Liebe der Danae, den Titelhelden in Figaros Hochzeit (1947), Don Alfonso in Così fan tutte (1947, 1953–54, 1956, 1962), Jago in Othello (1952) und Borromeo in Palestrina (1955).
Ferner gastierte Schöffler an der Pariser Oper (1948, 1949, 1950, 1953, 1956), an der Oper Monte Carlo (1954, 1957), an der Opéra du Rhin in Straßburg (1960), an der Mailänder Scala (1942, 1947, 1957), an der Oper von Rom (1939, 1942, 1948, 1954, 1962), am Teatro San Carlo in Neapel (1942, 1949, 1954), am Teatro Massimo in Palermo (1958), am Teatro Comunale in Bologna (1941), am Teatro Giuseppe Verdi in Triest (1945), am Teatro La Fenice in Venedig (1957), am Teatro Carignano in Turin (1958), beim Maggio musicale in Florenz (1959, 1969), an der Covent Garden Opera in London (1934–39, 1949–54), bei den Bregenzer Festspielen (1956, 1960), am Opernhaus Zürich (1946–47), an der Metropolitan Opera in New York (1950–51, 1954–56 und 1962–64, insgesamt in 14 verschiedenen Partien in 91 Vorstellungen), beim Festival von Aix-en-Provence (1963, 1966), an der Nationaloper Budapest (1943, 1948), am Teatro Nacional de São Carlos in Lissabon (1957, 1959), an der San Francisco Opera in San Francisco (1953, 1959, 1960, 1961), an der Oper von Chicago (1956), bei der Canadian Opera Company (1962) und am Teatro Colón in Buenos Aires (1958). Am 23. Mai 1966 trat er am Theater an der Wien in der Uraufführung der Oper Die schwarze Spinne von Josef Matthias Hauer auf.

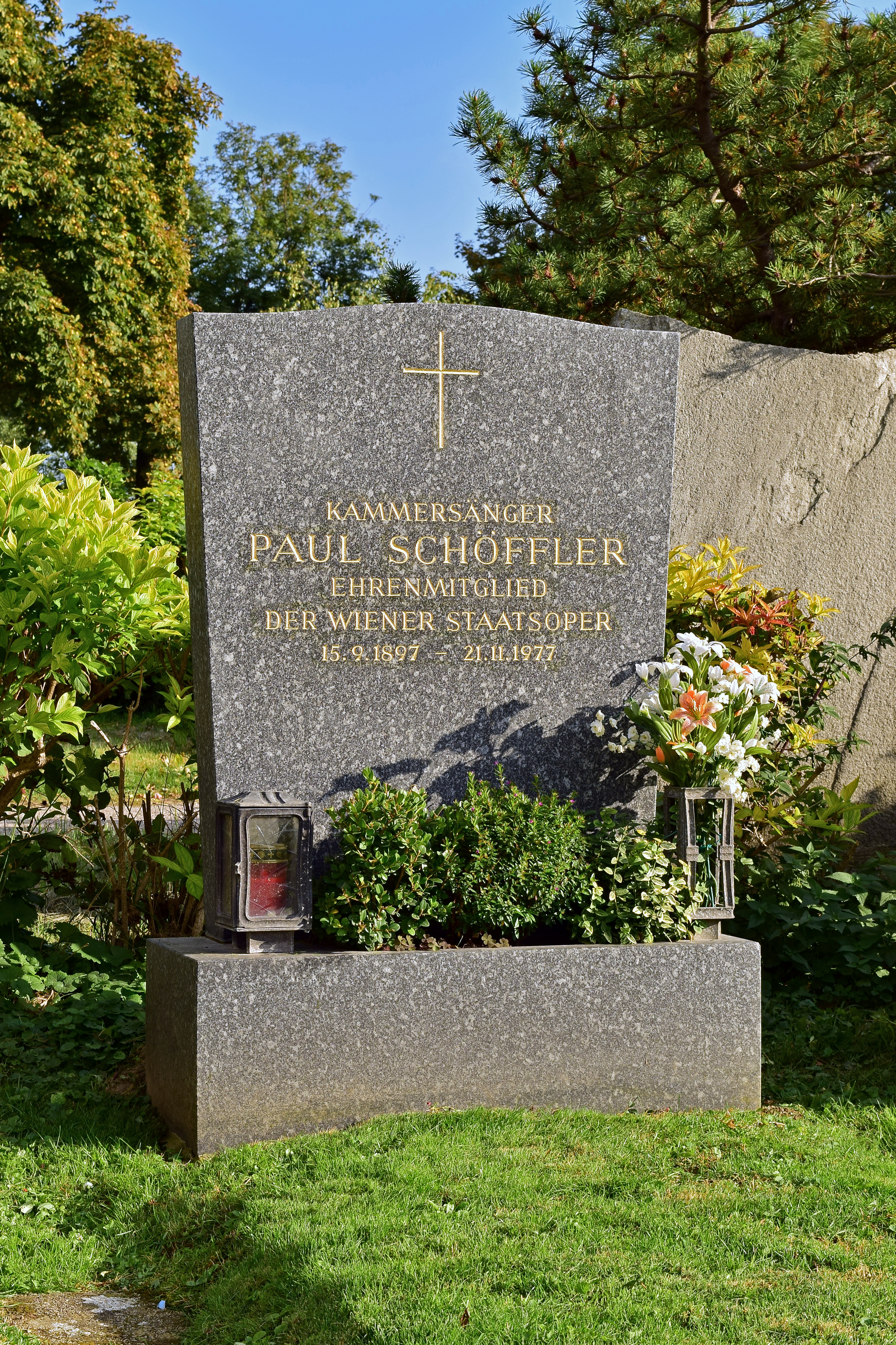
Ehrengrab auf dem Wiener Zentralfriedhof

Schöffler war auch ein bedeutender Oratoriensänger. Er war anfangs besonders als Mozart-Interpret geschätzt, später vor allem als Wagner-Sänger, nicht zuletzt aufgrund seiner großen darstellerischen Begabung. Er fand in einem Ehrengrab auf dem Wiener Zentralfriedhof (Gruppe 40, Nr. 54) seine letzte Ruhestätte.

## Ehrungen
- 1964: Mozartmedaille durch die Mozartgemeinde Wien[2]